# Chinchilloidea
Chinchilloidea – nadrodzina ssaków z infrarzędu jeżozwierzokształtnych (Hystricognathi) w obrębie rzędu gryzoni (Rodentia).

## Zasięg występowania
Nadrodzina obejmuje gatunki występujące w Ameryce Południowej.

## Podział systematyczny
Do nadrodziny należą następujące występujące współcześnie rodziny:
- Chinchillidae E.T. Bennett, 1833 – szynszylowate
- Dinomyidae W. Peters, 1873 – pakaranowate

Opisano również rodzinę wymarłą:
- Neoepiblemidae Kraglievich, 1926

Rodzaje wymarłe o niepewnej pozycji systematycznej i nie zaliczane do żadnej z powyższych rodzin:
- Aenigmys Vucetich, Vieytes, Verzi, Noriega & Tonni, 2005[6] – jedynym przedstawicielem był Aenigmys diamantensis Vucetich, Vieytes, Verzi, Noriega & Tonni, 2005
- Chambiramys Boivin, 2016[7]
- Eoincamys Frailey & Campbell, 2004[8]
- Eoviscaccia Vucetich, 1989[9]
- Garridomys Kramarz, Vucetich & Arnal, 2013[10] – jedynym przedstawicielem był Garridomys curunuquem Kramarz, Vucetich & Arnal, 2013
- Incamys Hoffstetter & Lavocat, 1970[11]
- Loncolicu Vucetich, Dozo, Arnal & Pérez, 2015[12] – jedynym przedstawicielem był Loncolicu tretos Vucetich, Dozo, Arnal & Pérez, 2015
- Microscleromys Boivin & Walton, 2021[13]
- Niedemys Kerber, Mayer, Ribeiro & Vucetich, 2014[14] – jedynym przedstawicielem był Niedemys piauiensis Kerber, Mayer, Ribeiro & Vucetich, 2014
- Saremmys Busker, Pérez & Dozo, 2019[15] – jedynym przedstawicielem był Saremmys ligcura Busker, Pérez & Dozo, 2019
- Ucayalimys Boivin, 2016[16]